# Колбатікова Олександра Федорівна
Олександра Федорівна Колбатікова (нар. 3 листопада 1941, село Покровське, тепер селище Покровського району Дніпропетровської області) — українська радянська діячка, вальцювальниця Нікопольського Південнотрубного заводу Дніпропетровської області. Депутат Верховної Ради УРСР 8—10-го скликань.

## Біографія
Освіта середня.
З 1960 року — вальцювальниця Нікопольського південнотрубного заводу імені 50-річчя Великої Жовтневої соціалістичної революції Дніпропетровської області.
Потім — на пенсії в місті Нікополі Дніпропетровської області.

## Нагороди
- ордени
- медалі